# Carreira (Santo Tirso)
Carreira ist ein Ort und eine ehemalige Gemeinde (Freguesia) im Norden Portugals.
Carreira gehört zum Kreis Santo Tirso im Distrikt Porto. Die Gemeinde hatte eine Fläche von 3 km² und 1110 Einwohner (Stand 30. Juni 2011).
Am 29. September 2013 wurden die Gemeinden Carreira und Refojos de Riba de Ave zur neuen Gemeinde União das Freguesias de Carreira e Refojos de Riba de Ave zusammengeschlossen. Carreira ist Sitz dieser neu gebildeten Gemeinde.